# Lorenz Magnus von Hauck
Lorenz Magnus Hauck, ab 1849 von Hauck (* 5. September 1784 in Mudau; † 29. Juli 1861 in Traunstein) war ein bayerischer Ministerialrat mit Adelstitel.

## Leben
Lorenz Magnus von Hauck wurde als Laurentius Magnus Hauck in Mudau im badischen Odenwald geboren. Seine Eltern waren Michael Hauck und Margaretha geb. Fertig. Er wuchs in einfachen Verhältnissen auf, machte aber bald Karriere, als er eine Anstellung in der fürstlich Leiningenschen Justizkanzlei in Amorbach fand, wo er im Dezember 1810 in den Staatsdienst übernommen und zum Rat ernannt wurde. Nach Auflösung der dortigen Justizkanzlei wechselte er 1828 an das Appellationsgericht für den Untermainkreis nach Aschaffenburg und um 1839 an das Oberappellationsgericht (vergleichbar mit dem heutigen Oberlandesgericht) des Königreichs Bayern nach München. Hier wurde er 1843 unter dem Justizminister Sebastian Freiherr von Schrenck zum Ministerialrat im Justizministerium ernannt und hatte ab 1847 die Funktion des General-Sekretärs. 1849 wurde ihm der Verdienstorden der bayerischen Krone (Ritter) verliehen, was die Erhebung in den persönlichen Adelstand bedeutete. 1855 verlieh man ihm den Verdienstorden des heiligen Michael (Ritter).
Geheimrat Lorenz Magnus von Hauk starb während eines Erholungsaufenthalts bei seinem Sohn in Traunstein. Er hatte zwei Kinder, Katharina und August. Sohn August Hauk bekleidete bis zu seinem frühen Tod im Jahre 1865 die Position des Bezirksgerichts-Direktors in Traunstein.